# Aung Moe Thin
Aung Moe Thin (né le 12 juin 1949 en Birmanie) est un footballeur international birman, qui évoluait au poste de milieu de terrain et d'attaquant.

## Biographie

### Carrière en sélection
Aung Moe Thin participe avec l'équipe de Birmanie, aux Jeux olympiques de 1972 organisées à Munich.
Lors du tournoi olympique, il joue trois matchs, contre l'Union soviétique, le Mexique et le Soudan, inscrivant un but.